# Вайтінг (Індіана)
Вайтінг (англ. Whiting) — місто (англ. city) в США, в окрузі Лейк штату Індіана. Населення — 4559 осіб (2020).

## Географія
Вайтінг розташований за координатами 41°40′36″ пн. ш. 87°28′35″ зх. д. / 41.67667° пн. ш. 87.47639° зх. д. (41.676754, -87.476491).  За даними Бюро перепису населення США в 2010 році місто мало площу 8,36 км², з яких 4,66 км² — суходіл та 3,70 км² — водойми.

## Демографія
Згідно з переписом 2010 року, у місті мешкало 4997 осіб у 1899 домогосподарствах у складі 1210 родин. Густота населення становила 598 осіб/км².  Було 2197 помешкань (263/км²).
Расовий склад населення:
| - 76,3 % — білих - 3,5 % — чорних або афроамериканців - 0,7 % — корінних американців - 0,7 % — азіатів - 15,7 % — осіб інших рас |

До двох чи більше рас належало 3,2 %. Частка іспаномовних становила 40,7 % від усіх жителів.
За віковим діапазоном населення розподілялося таким чином: 26,9 % — особи молодші 18 років, 61,5 % — особи у віці 18—64 років, 11,6 % — особи у віці 65 років та старші. Медіана віку мешканця становила 34,4 року. На 100 осіб жіночої статі у місті припадало 96,6 чоловіків;  на 100 жінок у віці від 18 років та старших — 93,8 чоловіків також старших 18 років.
Середній дохід на одне домашнє господарство  становив 63 373 долари США (медіана — 52 586), а середній дохід на одну сім'ю — 70 056 доларів (медіана — 62 826). Медіана доходів становила 43 563 долари для чоловіків та 35 855 доларів для жінок. За межею бідності перебувало 16,6 % осіб, у тому числі 32,0 % дітей у віці до 18 років та 9,6 % осіб у віці 65 років та старших.
Цивільне працевлаштоване населення становило 2307 осіб. Основні галузі зайнятості: виробництво — 18,8 %, мистецтво, розваги та відпочинок — 13,4 %, освіта, охорона здоров'я та соціальна допомога — 12,9 %.